# Stratopauza
Stratopauza je přechodná vrstva atmosféry, která odděluje stratosféru od mezosféry. Zatímco ve stratosféře s rostoucí výškou teplota vzrůstá, v mezosféře je to naopak; stratopauza je tak oblastí mezi těmito dvěma vrstvami, v níž se vyskytuje nejvyšší teplota. Stratopauza se vyskytuje i v atmosférách jiných kosmických těles, ne jen v té zemské.
Na Zemi se stratopauza nachází ve výšce asi 50 až 55 kilometrů nad povrchem. Atmosférický tlak je zde asi na tisícině tlaku vzduchu u mořské hladiny (0,001 atm). Teploty se pohybují kolem 0 °C.